# Poliamin oksidaza (formira propan-1,3-diamin)
Poliamin oksidaza (formira propan-1,3-diamin) (EC 1.5.3.14, MPAO, kukuruzna PAO) je enzim sa sistematskim imenom spermidin:kiseonik oksidoreduktaza (formira propan-1,3-diamin). Ovaj enzim katalizuje sledeću hemijsku reakciju
spermidin + O2 +2O {\displaystyle \rightleftharpoons } propan-1,3-diamin + 4-aminobutanal +H2O2
Produkti ove reakcija se ne mogu direktno konvertovati u druge poliamine, te se smatra da ova klasa oksidaza učestvuje u terminalnom katabolizami poliamina.

## Literatura
- Nicholas C. Price; Lewis Stevens (1999). Fundamentals of Enzymology: The Cell and Molecular Biology of Catalytic Proteins (Third изд.). USA: Oxford University Press. ISBN 019850229X.
- Eric J. Toone (2006). Advances in Enzymology and Related Areas of Molecular Biology, Protein Evolution (Volume 75 изд.). Wiley-Interscience. ISBN 0471205036.
- Branden C; Tooze J. Introduction to Protein Structure. New York, NY: Garland Publishing. ISBN 0-8153-2305-0.
- Irwin H. Segel. Enzyme Kinetics: Behavior and Analysis of Rapid Equilibrium and Steady-State Enzyme Systems (Book 44 изд.). Wiley Classics Library. ISBN 0471303097.

## Spoljašnje veze
- Polyamine+oxidase+(propane-1,3-diamine-forming) на 